# イムラ (紙製品)
株式会社イムラ（英: IMURA & Co., Ltd.）は、大阪府大阪市中央区と東京都港区に本社を置く封筒を製造する企業である。国内最大手でシェア2割強、封筒業界唯一の上場企業である。ダイレクトメール向けなどの窓封筒に強く、封筒部門の売上げの88%はオーダーメイド製の封筒である。

## 事業内容
封筒事業
請求書用封筒やDMなど、オーダーメイド中心の業務用封筒・事務用封筒、紙製品の企画から製造、販売。
メーリングサービス事業
DM等の企画・制作・封入・発送業務。
情報システム事業
システム開発・OA機器販売ほか。

## 沿革
- 1918年 - 井村商会設立。荷札の製造販売を開始。
- 1937年 - 封筒の製造と販売を開始。
- 1950年 - 井村荷札封筒株式会社に改組。
- 1957年 - 封筒輪転製袋機開発。
- 1960年 - プラ窓封筒加工機開発。
- 1961年 - 輪転製袋機直結フレキソ印刷機開発。
- 1962年 - 株式会社イムラ封筒に商号変更。輪転タック製袋機開発。輪転貴重品袋製袋機開発。
- 1968年 - セロ窓封筒加工機導入。
- 1990年 - 本社機構を大阪へ移転。
- 2000年7月7日 - 東京･大阪両証券取引所2部に上場。
- 2004年 - 全社でISO14001の認証取得。
- 2005年 - 全工場でISO9001の認証取得。
- 2018年 - 東京事務所を東京本社に改称。大阪・東京の二本社制とする。
- 2019年 - 大阪本社（本店）をなんばスカイオ（現在地）に移転。
- 2022年 - 株式会社ハシモトコーポレーションを子会社化。
- 2023年 - 株式会社イムラに商号変更。

## 事業所
- 大阪本社（本店） - 大阪府大阪市中央区
- 東京本社 - 東京都港区
- 奈良新庄工場 - 奈良県葛城市 創業地で1999年までは本店があった。
- 相模原工場 - 神奈川県相模原市中央区
- 筑波工場 - 茨城県常総市
- 御所工場 - 奈良県御所市
- 都城工場 - 宮崎県都城市
- 昭島事業所 - 東京都昭島市
- 平野事業所 - 大阪府大阪市平野区